# Canadian Field-Naturalist
Le Canadian Field-Naturalist est la revue officielle du Ottawa Field-Naturalists' Club.  La revue, à comité de lecture, publie des notes et des articles d’études et d’observations sur l’histoire naturelle des espèces animale et végétale nord-américaines.  Le Canadian Field-Naturalist fait suite au Ottawa Naturalist publié de 1887 à 1919  (ISSN 0316-4411).